# Holger Danske (Schiff, 1944)
Die Fregatte Holger Danske (F338) der Königlich Dänischen Marine wurde von 1945 bis 1959 eingesetzt. Entstanden war das Schiff als Monnow der River-Klasse der Royal Navy.
Während des Zweiten Weltkriegs wurde das Schiff 11. Mai 1944 fertiggestellt und am 3. August 1944 von der Royal Canadian Navy übernommen, vor europäischen Küsten eingesetzt und – ohne je in Kanada gewesen zu sein – am 11. Juni 1945 an die Royal Navy zurückgegeben.
Am 20. Oktober 1945 wurde die Fregatte als Holger Danske von der Dänischen Marine übernommen, um künftig als Schulschiff eingesetzt zu werden.

## Geschichte des Schiffes
Am 26. Dezember 1942 wurde die Fregatte Monnow (K441) als Teil des Programms zum Bau von Fregatten der River-Klasse bei der Werft Charles Hill & Sons Ltd. bestellt. Die herstellende Werft wandte sich gleich nach Kriegsbeginn dem Bau von Geleitfahrzeugen zu. Noch 1939 begann die Werft mit dem Bau von acht Korvetten der Flower-Klasse, die bis zum Juli 1942 abgeliefert wurden. Es folgte der Bau von sieben Fregatten der River-Klasse ab September 1941, die ab dem 30. November 1942 zur Royal Navy kamen.

Die Monnow wurde als letztes von der Werft in Bristol gebautes Schiff dieser Klasse am 28. September 1943 begonnen, lief am 4. Dezember 1943 vom Stapel und wurde am 11. Mai 1944 an die Royal Navy ausgeliefert. Einziger Kommandant der Fregatte bis zur Außerdienststellung im Sommer 1945 war der kanadische Commander Edgar George Skinner, der zuvor schon zwei Flower-Korvetten und den Zerstörer Roxborough (I 07) der Town-Klasse geführt hatte.
Die Fregatte Monnow entsprach der damaligen Standardausführung der River-Klasse.

### Einsatzgeschichte
Die Fregatte wurde der kanadischen Marine zugeteilt, die sie am 3. August 1944 übernahm. Anfangs Teil der Escort Group C2, später C5 wurde die Fregatte zur Sicherung von Konvois auf dem Nordatlantik eingesetzt und begleitet die Konvois ON 235, HX 292, ON 240, HX 297, ON 245 und HX 302, die ohne U-Boot-Kontakte den Nordatlantik querten.
Ende 1944 wurde die Fregatte mit Schwesterschiffen in der 7th Escort Group eingesetzt, die mit zwei Geleitträgern und vier weiteren Fregatten noch im Nordmeer vorhandene deutsche U-Boote jagen sollte.
Gesichert wurden dabei auch die Konvois JW.62 nach Russland und RA.62 wieder zurück ins Vereinigte Königreich.
Anschließend wurde die 9th EG, wie auch andere Escort Groups mit kanadischen Fregatten gegen die deutschen Schnorchel-U-Boote in den britischen Küstengewässern und im Kanal sowie an der Route nach Russland eingesetzt.
Diese Einsätze wurden bis in den April 1945 fortgesetzt, obwohl es sehr schwer war, die Position der mit individuellen Codes gesteuerten U-Boote zu erkennen. Dazu wurde auch Küstenkonvois Geleitschutz gegeben. Neben den vorgenannten Fregatten kamen auch weitere kanadische Fregatten zum Einsatz.

### Nachkriegsverwendung
Bis zum Kriegsende blieb die Fregatte gegen die deutschen Schnorchel-U-Boote im Einsatz. Ein weiterer Einsatz gegen den verbliebenen Kriegsgegner Japan wurde erwogen, aber schon im Frühsommer 1945 aufgegeben und das Schiff an die Royal Navy zurückgegeben. Noch im Herbst 1945 konnten die Monnow und ihr Schwesterschiff Annan an die Dänische Marine verkauft werden, die die Schiffe zur Ausbildung neuen Personals für den Wiederaufbau einer Flotte nutzen wollte.

## Die FregatteHolger Danske
Im Juni bis August 1946 führte die Holger Danske, jetzt benannt nach gleichnamigen und bedeutendsten dänischen Widerstandsgruppen, ihre erst große Ausbildungsreise durch, die durch den Nord-Ostsee-Kanal über Bournemouth und Southampton nach New York führte. Nach dem Besuch der U.S. Naval Academy in Annapolis führte die Rückreise über Hamilton (Bermuda) und Belgien mit einem Besuch von Waterloo. Als ersten dänischen Hafen lief die Fregatte Sønderborg an. Im folgenden Jahr führte die Fregatte von Juni bis Oktober 1947 eine Ausbildungsfahrt mit Kadetten zu den Færøern und nach Grönland durch, um anschließend auch noch das Mittelmeer zu besuchen. Bis 1948 behielt das Schiff seine britische Bewaffnung, um diese dann gegen in dänischen Beständen befindliche Waffen zu tauschen.
Im Sommer 1949 besuchte die Holger Danske Cherbourg und Edinburgh, wo die Kadetten historische Stätten in den Städten und der Umgebung besuchten, und kehrte über Århus zurück.

1953 führte Holger Danske  eine Ausbildungsreise ins Mittelmeer durch und besuchte am 15. Juni als Vertreter Dänemarks die Flottenparade zur Krönung Elizabeth II. am Spithead.
Im November 1955 übernahm Holger Danske die Aufgaben der Fregatte Rolf Krake während des Aufstands von Klaksvík. Bis Januar 1956  blieb sie in Klaksvig das Basisschiff der nach dort verlegten dänischen Polizisten.

1957 führte die Fregatte ihren letzten Besuch in den USA durch.
Am 1. August 1959 wurde die Fregatte außer Dienst gestellt und am 11. Juli 1960 in Dänemark zum Abbruch verkauft.